# Cyrus Frisch
Cyrus Frisch (Ámsterdam, 1969) es un cineasta vanguardista holandés.
La revista Filmmaker lo llamó el hombre salvaje de la cinematografía holandesa. Según "Holland Film", Frisch es uno de los cineastas más atrevidos que trabajan actualmente en Holanda. Su primer largometraje, ‘’Perdóneme’’, una crítica a la realidad cultural televisiva, fue premiado en el International Film Festival Rotterdam (2001) y contribuyó a fijar, entonces, su imagen de cineasta polémico. Frisch mismo es el personaje de peso en esa película: finge ser un director diabólico, sin límites éticos, en busca de la película más emocionante de la industria cinematográfica. Utiliza a un grupo de parias sociales (verdaderos) y mentalmente débiles como agentes. Frisch es conocido por ser el primero en rodar un largometraje ficcional con un teléfono móvil, el cual se llamó: ‘’Why didn’t anybody tell me it would become this bad in Afghanistan, lo que le valió reconocimiento en festivales internacionales como el International Film Festival Rotterdam 2007, Tribeca Film Festival 2007, San Francisco Film Festival 2007 y Pesaro 2007, entre otros. Según el periódico holandés Trouw, en esta película, Frisch establece la locura en la que se sumerge la sociedad occidental actual, con claridad similar a la de Roman Polanski en ‘’Repulsión’’  en los años 60.
The Guardian escribe que la actividad de Frisch se basa, entre otras cosas, en abordar temas difíciles o tabú. Luego de graduarse en la Academia holandesa de cine, en 1992, lo nominaron para la Grolsch Award, una de las concesiones más prestigiosas de cine de los Países Bajos.
En 2009, Frisch termina ‘’Oogverblindend’’, estrenada como Dazzle en Latinoamérica, la cual le tomó 15 años, con la actriz-estrella Georgina Verbaan y Rutger Hauer, su actor fetiche, como personaje de peso. Eric Kohn escribe en IndieWIRE, que ‘’Dazzle’’ es un deslumbrante, estupendo y fresco desafío cinemático, que posee rasgos de una novela de suspenso como Repulsión, de Polanski, rellena con la estética propia de una película Chris Marker.
Según el catálogo del Tribeca Film Festival, Frisch ha creado una visión y una versión propia del cine social. Dazzle es, además, el primer film que Hauer realiza en su país en 29 años de carrera.
Pese a la distancia geográfica que existe entre Argentina y Holanda, la historia de la original obra de Frisch, producida por Hauer y el director antes citado, interconecta dos realidades a partir de un diálogo telefónico entre dos extraños: un cirujano que reside en Buenos Aires y una joven holandesa que pasa las horas mirando por la ventana. El universo de las palabras se entrelaza con el punto de vista de la mujer generando una trama por donde pasan reflexiones sobre tópicos tan diferentes como el sentido de la vida, la indiferencia ante el prójimo, la racionalización por encima de la emoción, y la apuesta a una segunda oportunidad. Lo que predomina, en definitiva, es la fugaz aproximación entre dos seres solitarios que deciden abrir sus corazones y miserias en la más absoluta intimidad. Sin embargo, detrás de este relato, que se construye a partir de la conversación, emerge otro, que no es más ni menos que un ejercicio consciente de la memoria que cobra sentido a partir de una vuelta de tuerca sorprendente. Cyrus Frisch es también dramaturgo. Sus obras ‘’Gharb’’ y ‘’A short, Sharp Blast of a Play’’ fueron traducidas a diversos idiomas y realizados en Holanda, Francia, Austria e Inglaterra durante el 2004.

## Filmografía
- Dazzle (aka Oogverblindend) (2009)
- Blackwater Fever (feature film) (2008)
- Ellen ten Damme Stay (vídeo musical)
- Why Didn't Anybody Tell Me It Would Become This Bad in Afghanistan / Waarom heeft niemand mij verteld dat het zo erg zou worden in Afghanistan (feature film) (2007)
- Forgive me (feature film) (2001)
- Geen titel (mediometraje documental) (1996)
- I shall honour your live (cortometraje documental) (1996)
- Live Experimenteren (mediometraje documental) (1995)
- Selfpity / Zelfbeklag (película experimental) (1993)
- Welcome 2 (cortometraje) (1992)
- Screentest (cortometraje) (1992)
- Welcome 1 (cortometraje) (1991)
- De Kut van Maria (cortometraje) (1990)